# Auspicia Quaedam

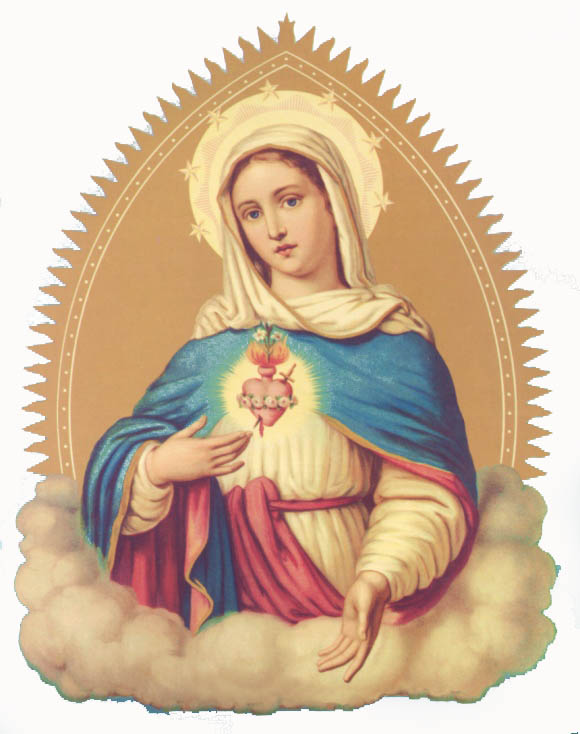
Gebeden voor vrede, gewijd aan het Onbevlekt Hart van Maria

Auspicia Quaedam (Latijn voor Bepaalde tekenen) is een encycliek die paus Pius XII uitvaardigde op 1 mei 1948, waarmee de paus een oproep deed om te bidden voor de wereldvrede, en meer in het bijzonder voor vrede in Palestina. Het is - na Communium interpretes dolorum en Optatissima Pax de derde vredesencycliek van deze paus.
De paus begint de encycliek met erop te wijzen dat er bepaalde tekenen zijn die aannemelijk maken dat de volkerengemeenschap, na de verschrikkingen van de Tweede Wereldoorlog vastbesloten is om de weg naar vrede in te slaan. Niettemin is er nog geen einde aan alle conflciten. Vandaar dat de paus zijn oproep hernieuwt om zich in gebed tot Maria te wenden en haar enerzijds te danken voor het einde van de grote oorlog en anderzijds haar bemiddeling te vragen voor het bereiken van een volledige vrede, en een volledige verbroedering van alle volkeren.
De paus waarschuwt dat de gebeden tot Maria loze woorden blijven, wanneer ze niet gepaard gaan aan werkelijke vroomheid. Hij roept daarom de bisschoppen op bij te dragen tot een herleving van christelijke waarden.
De paus vraagt in het bijzonder aandacht voor de situatie in het Heilig Land, waar conflicten heersen en waar de heilige plaatsen van het christendom bedreigd worden door geweld. Speciaal moeten daarom de gebeden tot Maria gericht zijn op het vestigen van ware vrede in dit gebied. Meer in het bijzonder moeten de gebeden gewijd worden aan het Onbevlekt Hart van Maria, aan wie paus Pius, in 1942 - bij de instelling van de gedachtenis van het Onbevlekte Hart, de hele mensheid opgedragen had.